# 希臘和丹麥的塞西莉婭公主
希腊和丹麦的塞西莉娅公主（希臘語：Πριγκίπισσα Καικιλία της Ελλάδας και Δανίας，1911年6月22日—1937年11月16日），希臘王室成員，希臘的安德烈亞斯王子与巴滕貝格的愛麗絲公主的第三女，愛丁堡公爵菲利普親王的三姐。塞西莉娅公主嫁给了黑森大公世子格奧爾格·多納圖斯，夫妻两都加入了纳粹党，他们育有两子一女，两个儿子与父母同时死于空难，女儿死于脑膜炎。

## 出生与祖先

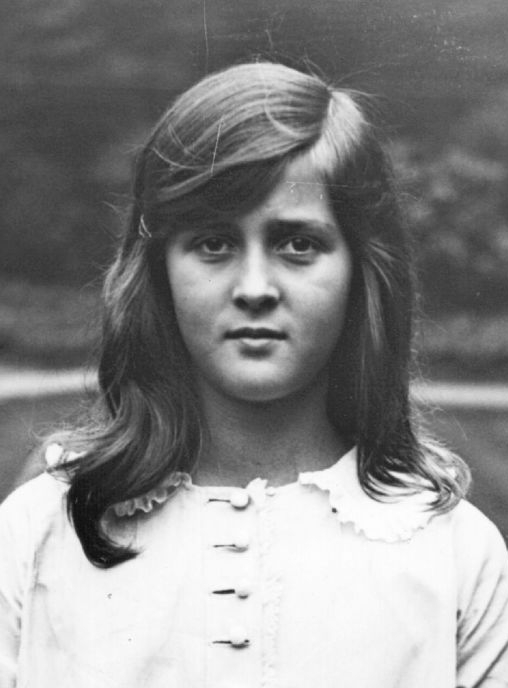
幼年时的塞西莉娅公主

## 婚姻与儿女
1931年2月2日塞西莉娅公主同黑森大公世子格奧爾格·多納圖斯在达姆施塔特结婚。两人育有四个孩子：
| Name         | Birth          | Death          | Notes                    |
| ------------ | -------------- | -------------- | ------------------------ |
| 路德維希王子 | 1931年10月25日 | 1937年11月16日 | 死于空难                 |
| 亞歷山大王子 | 1933年4月14日  | 1937年11月16日 | 死于空难                 |
| 約翰娜公主   | 1936年9月20日  | 1939年6月14日  | 死于脑膜炎               |
| 死产儿       | 1937年11月16日 | 1937年11月16日 | 因母亲死于空难而胎死腹中 |